# Christian Walther (Journalist, 1972)
Christian Walther (* 1972 in Bern) ist ein Schweizer Journalist und Filmemacher.

## Leben und Wirken
Christian Walther wuchs in Bern und Luzern auf, ist ausgebildeter Primarlehrer und studierte von 1994 bis 1999 Englisch, Medienwissenschaften und Geschichte in Bern sowie von 2005 bis 2006 Europawissenschaften in Basel. Ab 1996 schrieb er unter anderem für den Bund, SWI swissinfo.ch, den Tages-Anzeiger und das Schweizer Medienmagazin Edito. Seit 1999 arbeitet er in verschiedenen Funktionen für die Kulturabteilung von Schweizer Radio und Fernsehen (SRF), unter anderem für die Sendungen Kulturplatz, Literaturclub, Mitenand und seit 2009 für Sternstunden.
2010 drehte Walther den Film Lonely Pioneers über die Schweizer Industrialband The Young Gods. In Die Rückkehrer erzählt Walther die Geschichte des einstigen christlich-palästinensischen Dorfes Iqrit im nördlichen Galiläa in Israel. Der Film wurde 2018 weltweit ausgestrahlt. Matera – Von der Schande Italiens zur Kulturhauptstadt bekam 2019 den Audience Award des Innuendo International Film Festivals in Mailand verliehen. Zuletzt realisierte Walther mit Der Mensch meines Lebens bin ich einen Dokumentarfilm über die schweizerisch-kanadische Autorin Verena Stefan.

## Filmografie
- 2010: Lonely Pioneers – The Young Gods
- 2012: Petra – Wunder in der Wüste[9]
- 2013: Fremd – James Baldwin in Leukerbad
- 2016: Die Rückkehrer (Les gens d’Iqrit)[10]
- 2018: Matera – Von der Schande Italiens zur Kulturhauptstadt
- 2021: Verena Stefan – Der Mensch meines Lebens bin ich[11]